# Salacia tessmannii
Salacia tessmannii är en benvedsväxtart som beskrevs av Ludwig Eduard Theodor Loesener. Salacia tessmannii ingår i släktet Salacia och familjen Celastraceae. Inga underarter finns listade.